# 베르너 묄더스
베르너 묄더스(독일어: Werner Mölders: 1913년 3월 18일 ~ 1941년 11월 22일)는 독일의 공군이다. 스페인 내전 및 스페인 내전과 제2차 세계 대전 때 에이스 전투조종사로 활동했다. 세계 최초로 적기 100기 격추 기록을 세웠으며, 그 공으로 사실상 최고 등급 군사훈장인 곡엽검금강석 기사십자 철십자장을 최초로 수훈했다. 1941년, 폴란드 총독부의 브레슬라우에서 착륙시도중 알 수 없는 공격으로 인해 전사했다(헤르만 괴링의 음모라는 설도 있음.).
| 전임 (신설) | 제1대 제53전투비행단 제3비행집단 비행집단장 1939년 11월 1일 – 1940년 6월 | (권한대행) 대위 롤프 핑겔 |

| 전임 대령 테오 오스터캄프 | 제2대 제51전투비행단 비행단장 1940년 7월 27일 – 1941년 7월 19일 | (권한대행) 대령 테오 오스터캄프 |

| 전임 소장 쿠르트베르트람 폰 되링 | 제5대 전투기대장 1941년 8월 7일 – 1941년 11월 22일 | 후임 중장 아돌프 갈란트 |